# Pont Lesdiguières
Ne doit pas être confondu avec la commune voisine du Pont-de-Claix.
Le pont Lesdiguières, également dénommé le pont de Claix car entièrement situé avant 1873 dans la commune de Claix, est un pont en maçonnerie franchissant le Drac. À partir du 2 juillet 1873, date de création de la commune de Pont-de-Claix sur la rive droite du Drac, il va relier Claix à Pont-de-Claix.
La dénomination du pont provient de l'initiateur de la construction François de Bonne de Lesdiguières, Lieutenant général du Dauphiné, mort en 1626.
Cité parmi les sept merveilles du Dauphiné, il s'agit d'une construction très hardie pour son époque avec une unique arche d'un peu moins de quarante six mètres d'ouverture, s'élevant à environ seize mètres au-dessus du Drac. L'ouvrage a été classé monument historique par arrêté du 27 mai 1898.

## Histoire

### Construction

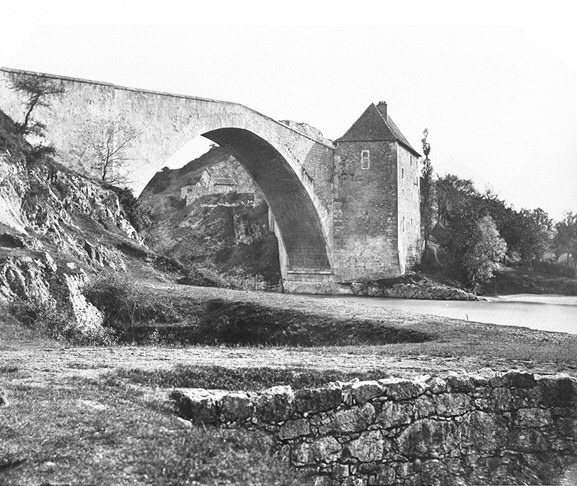
Le pont en 1873

La traversée du Drac aux abords de Grenoble a toujours été problématique. De nombreux bacs ponts ont existé, et plusieurs ponts médiévaux ont été détruits, dont un le 15 septembre 1219 par l'effondrement de la digue d'un lac créé sur la Romanche à la suite d'une avalanche.
En 1377, des travaux sont effectués par l’entrepreneur Pellorce afin de faire passer le torrent du Drac, dont les crues sont destructrices, entre le Petit Rochefort, correspondant à la montée actuelle et le Mollard, où se situe en 2019 le château d’eau de la commune de Pont de Claix.
C'est le  duc de Lesdiguières qui ordonna la construction du pont qui porte maintenant son nom. Il fut construit entre 1608 et 1610 par Louis Brisset, et livré à la circulation en 1611.
Dans l'ouvrage « Mémoires lus à la Sorbonne dans les séances extraordinaires du comité impérial », section archéologie, publié en 1865, le pont est évoqué en reprenant un texte de l'époque de sa construction dont l'auteur, en le comparant au pont du Rialto à Venise (achevé en 1591) , indique qu'« il (le pont du Rialto) ne veut rien dire au prix de celuy-ci ».

### Mandrin et le pont
Selon la légende, Mandrin aurait attaqué les employés des gabelles en 1754 sur le Pont Lesdiguières, tuant un gardien, enfermant les autres gardes avant de faire passer sa bande. Selon une autre version, sur le point d'être pris il se serait jeté du haut du pont avec son cheval pour échapper à ses poursuivants. L'ancien corps de garde est toujours appelé salle Mandrin.

### Époque contemporaine

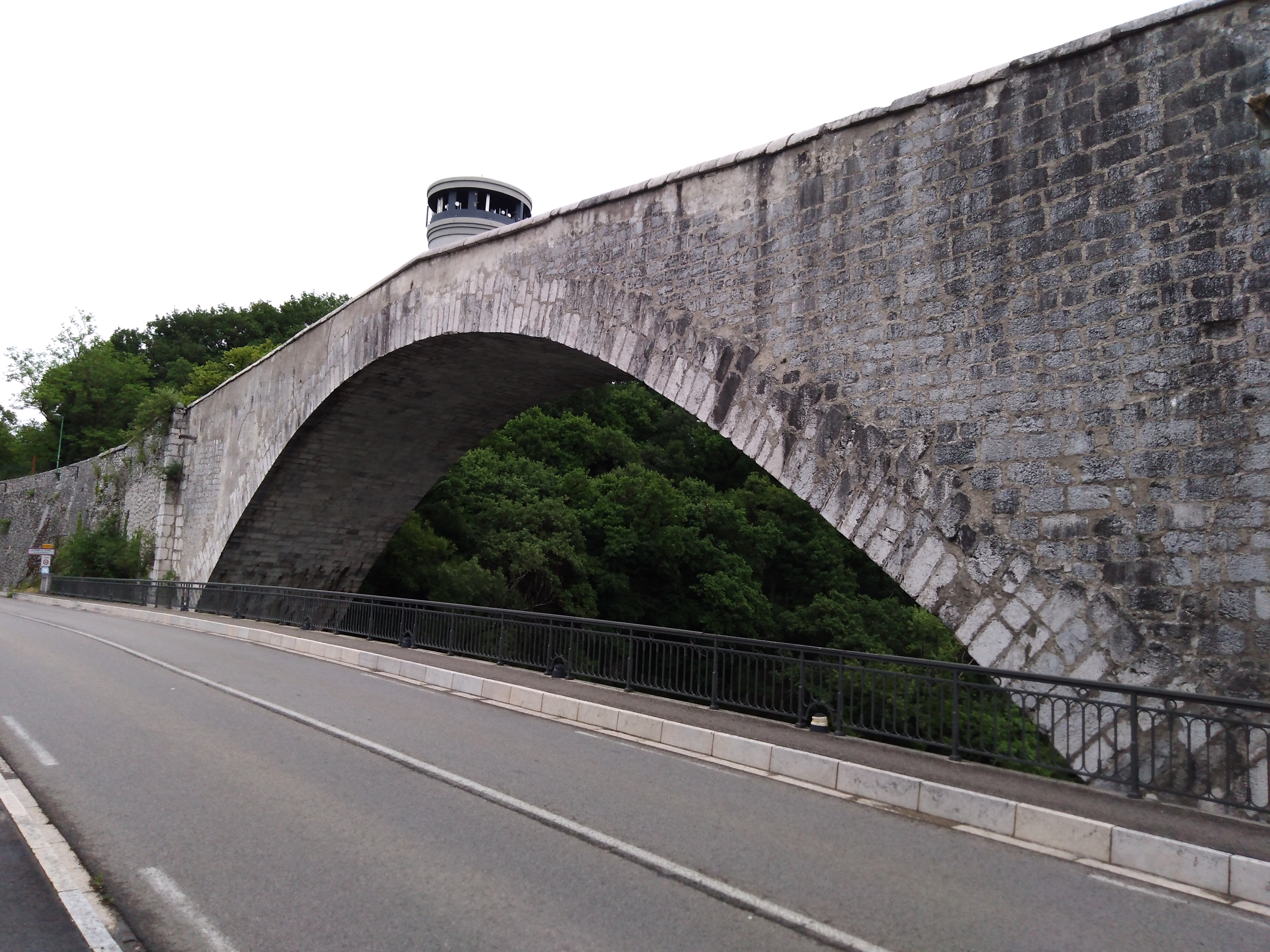
Le pont en 2019

En raison des difficultés d'accès que présentaient les abords du pont, un nouveau pont surbaissé fut construit en 1873 en aval de l'ancien mais à une très courte distance.
Le vieux pont sur le Drac fait l’objet d’un classement au titre des monuments historiques en 1898. C'est l'un des tout premiers monuments de l'Isère à avoir bénéficié de cette mesure de protection.
Selon le site de la ville de Claix, à la suite d’importants travaux de restauration, le site du vieux pont a été mis en valeur grâce à l'installation d'un éclairage nocturne et depuis le 12 juillet 2010, les deux ponts surplombant le Drac s’illuminent dès la tombée de la nuit grâce à l'installation, entre autres, de seize projecteurs pour « révéler par une lumière rasante » l’architecture du vieux pont. Mise en place par les communes de Claix et Pont de Claix, cette innovation a reçu le soutien financier du conseil départemental de l'Isère, en accord avec la direction régionale des affaires culturelles (DRAC).

## Le pont, voie de communication

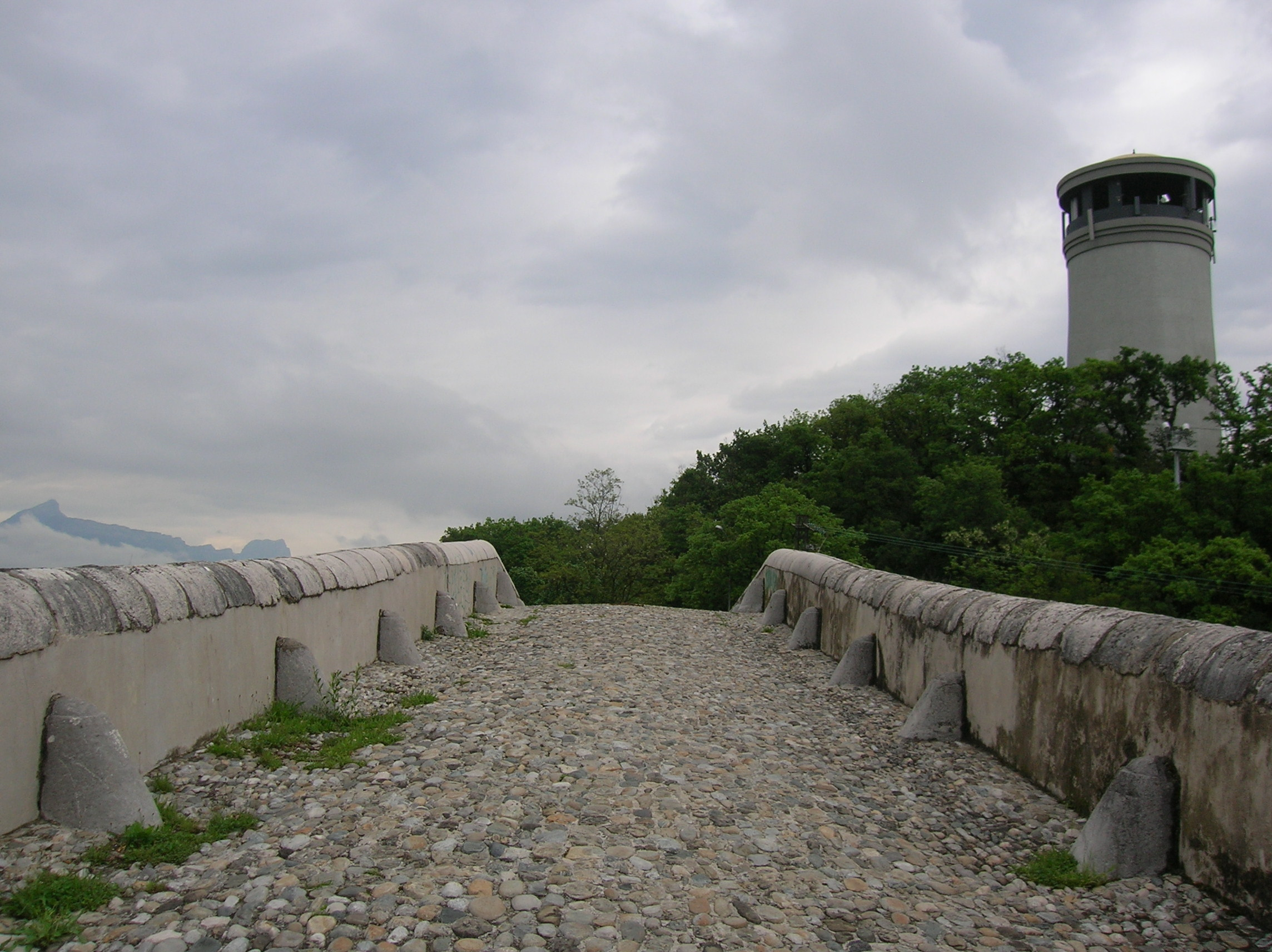
La chaussée du pont

Le pont était autrefois un axe de circulation important, puisqu'il était sur l'itinéraire de la route nationale 75. La construction du nouveau pont détourna la circulation du pont historique lequel ne fut plus utilisé que par les piétons et les cyclistes. 
La route nationale 75 a été déclassée en route départementale 1075 (RD 1075) à la suite de la réforme de 2005 et sa gestion est confiée aux départements. Depuis la construction de l'A51, le trafic sur le pont moderne a assez fortement diminué et la piste cyclable déviée sur le pont moderne.

## Description
Ce pont d'allure ancienne, non ouverte à la circulation automobile, présente une chaussée en dos d'âne avec une unique arche. La hauteur maximum de l'arc, au dessus des rives du Drac est de 15,70 mètres et sa portée d'une rive à l'autre est de 45,65 mètres.
Le pont portait à l'origine deux inscriptions, disparue ensuite : « Unus Distancia Jungo » (Unique par ma longueur, je réunis) et « Romana Moles Pudore Suffondo » (Je fais rougir de honte les constructions romaines).

## Le pont dans les arts

### Dans la peinture
Le pont a été représenté par Jean Achard et Charles Bertier mais surtout par Jongkind en 1883 (tableau visible au Musée d'Orsay). Il existe également des croquis réalise par le lithographe, graveur, dessinateur grenoblois Victor Cassien.

Œuvres représentant le pont Lesdiguières
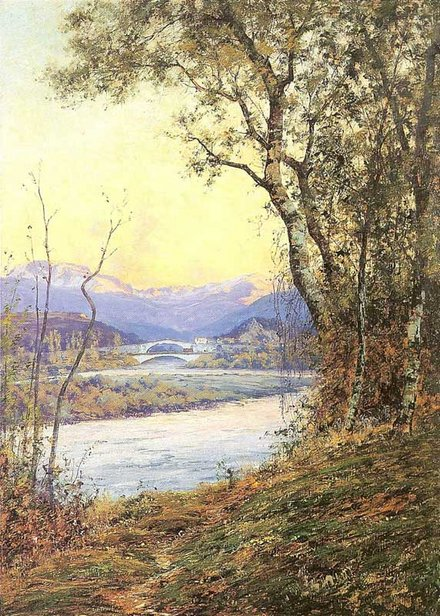
Les Ponts de Claix par Charles Bertier
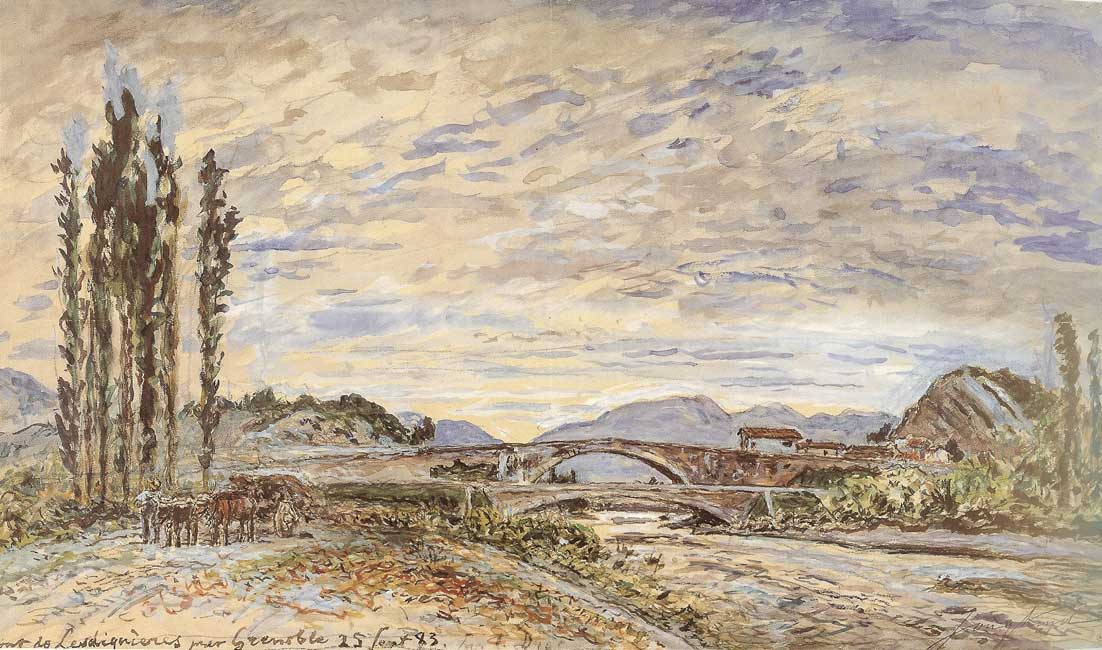
Les Ponts de Claix par Jongkind
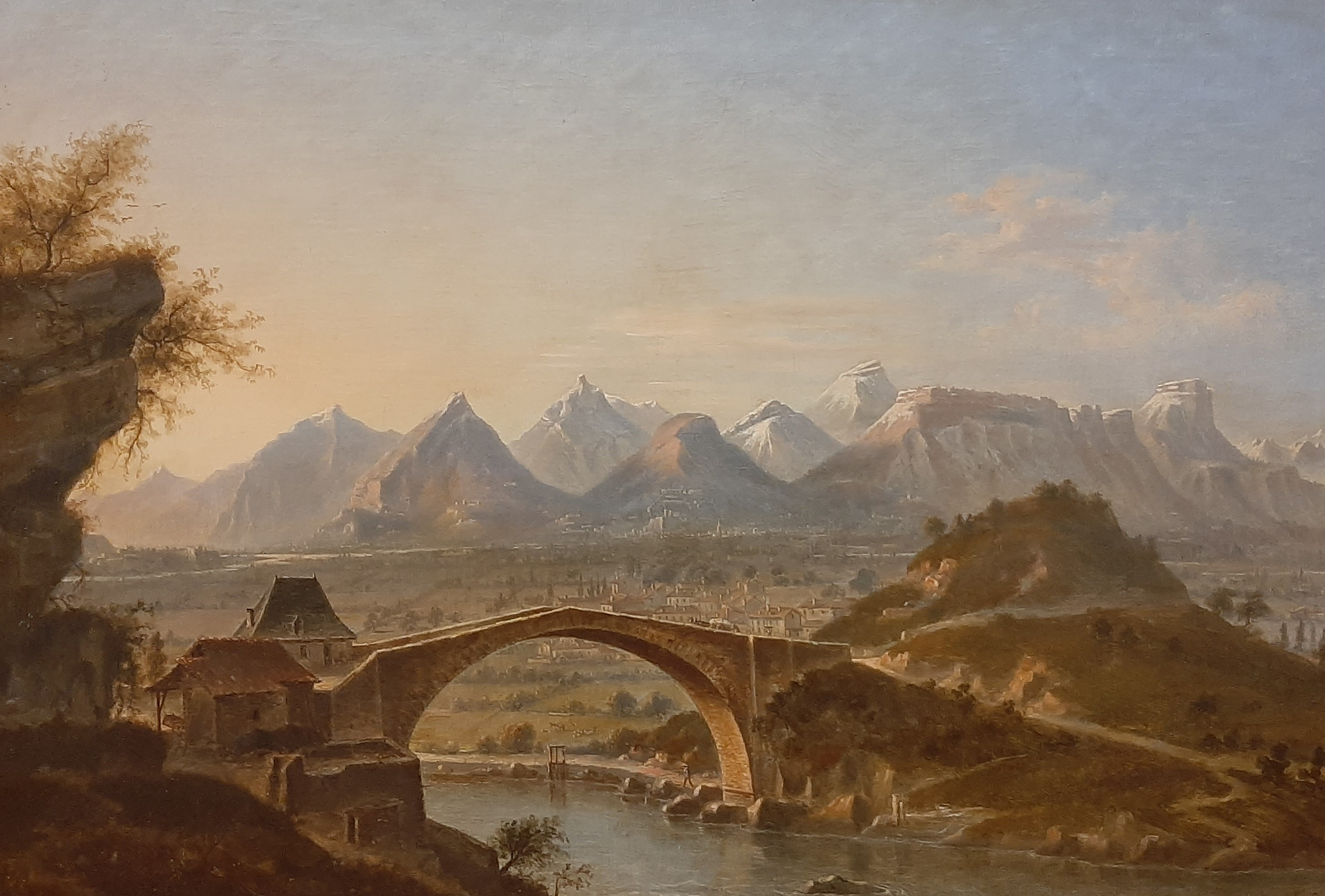
La vallée du Grésivaudan vue du Pont de Claix, tableau de Jules Guédy, 1874,  Musée de l'Ancien Évêché
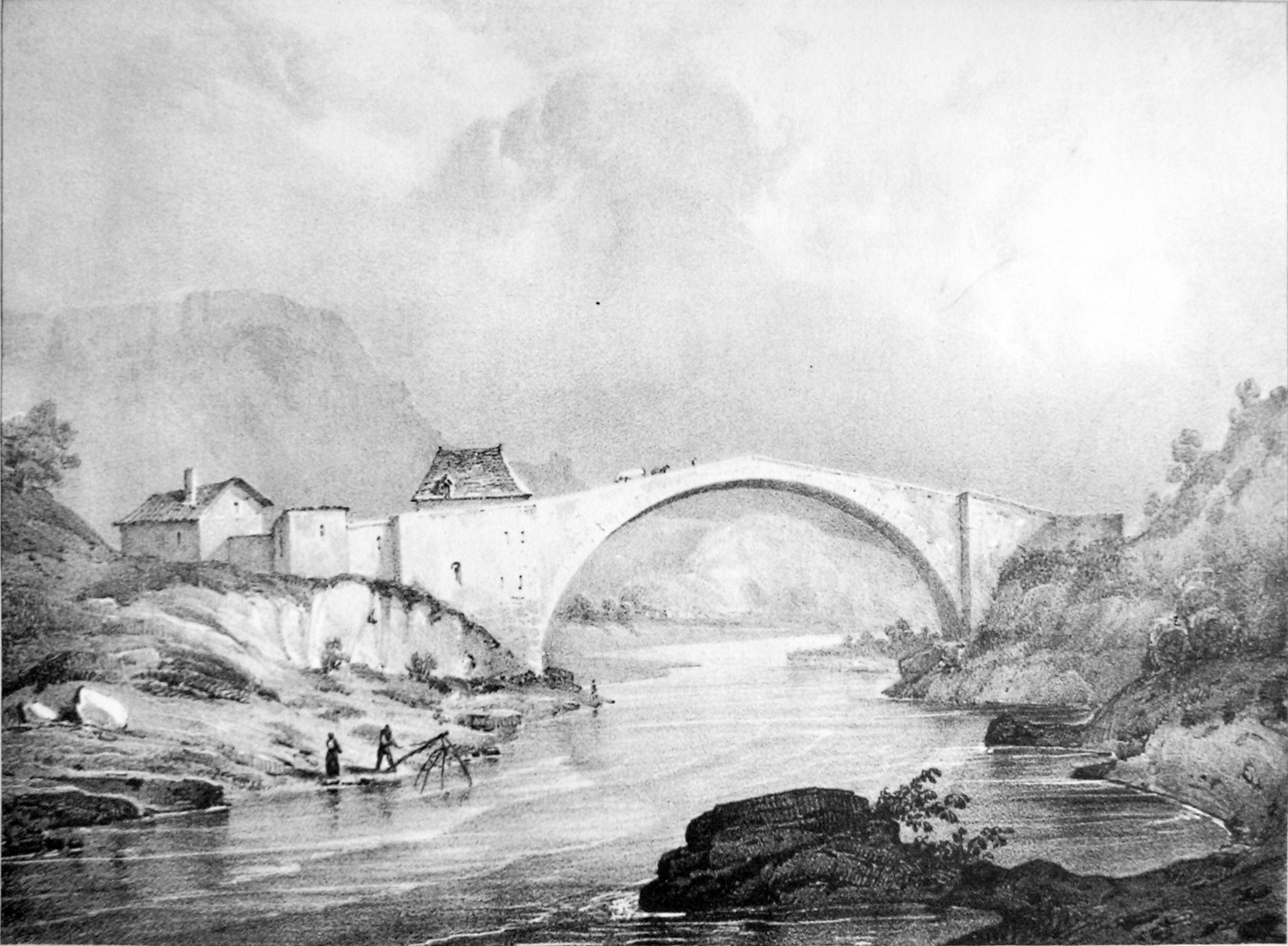
Dessin de Victor Cassien, 1836

### Dans la littérature
L'écrivain et journaliste français Auguste Vitu, mais aussi historien politique et militaire évoque le pont dans son ouvrage Ombres et vieux murs (1860) en ces termes : 
« Il construisit le pont du Drac, qui réunit les deux tronçons du vieux rocher. Une seule arche de pierre sans ornements, voila le Pont de Claix [...] L'œuvre est tellement gigantesque, qu'en dépit des cimes monstrueuses qui cachent l'horizon, elle parait grande. Quand on a vu le pont de Claix, on comprend Lesdiguières. »